# Șirnea
Șirnea – wieś w Rumunii, w okręgu Braszów, w gminie Fundata. W 2011 roku liczyła 276 mieszkańców.